# Watanabeopetalia atkinsoni
Watanabeopetalia atkinsoni är en trollsländeart som först beskrevs av Selys 1878.  Watanabeopetalia atkinsoni ingår i släktet Watanabeopetalia och familjen kungstrollsländor. IUCN kategoriserar arten globalt som livskraftig. Inga underarter finns listade i Catalogue of Life.